# Truskovice
Truskovice (en allemand : Truskowitz) est une commune du district de Strakonice, dans la région de Bohême-du-Sud, en République tchèque. Sa population s'élevait à 197 habitants en 2020.

## Géographie
Truskovice se trouve à 5 km au sud de Vodňany, à 26 km au sud-est de Strakonice, à 28 km au nord-ouest de České Budějovice et à 110 km au sud-sud-ouest de Prague.
La commune est limitée par Chelčice au nord, par Libějovice à l'est, par Malovice au sud et par Bavorov au sud et à l'ouest.

## Histoire
La première mention écrite du village date de 1274.